# Petscheckite
La petscheckite è un minerale.